# Gabriël van de Moeder van Smarten

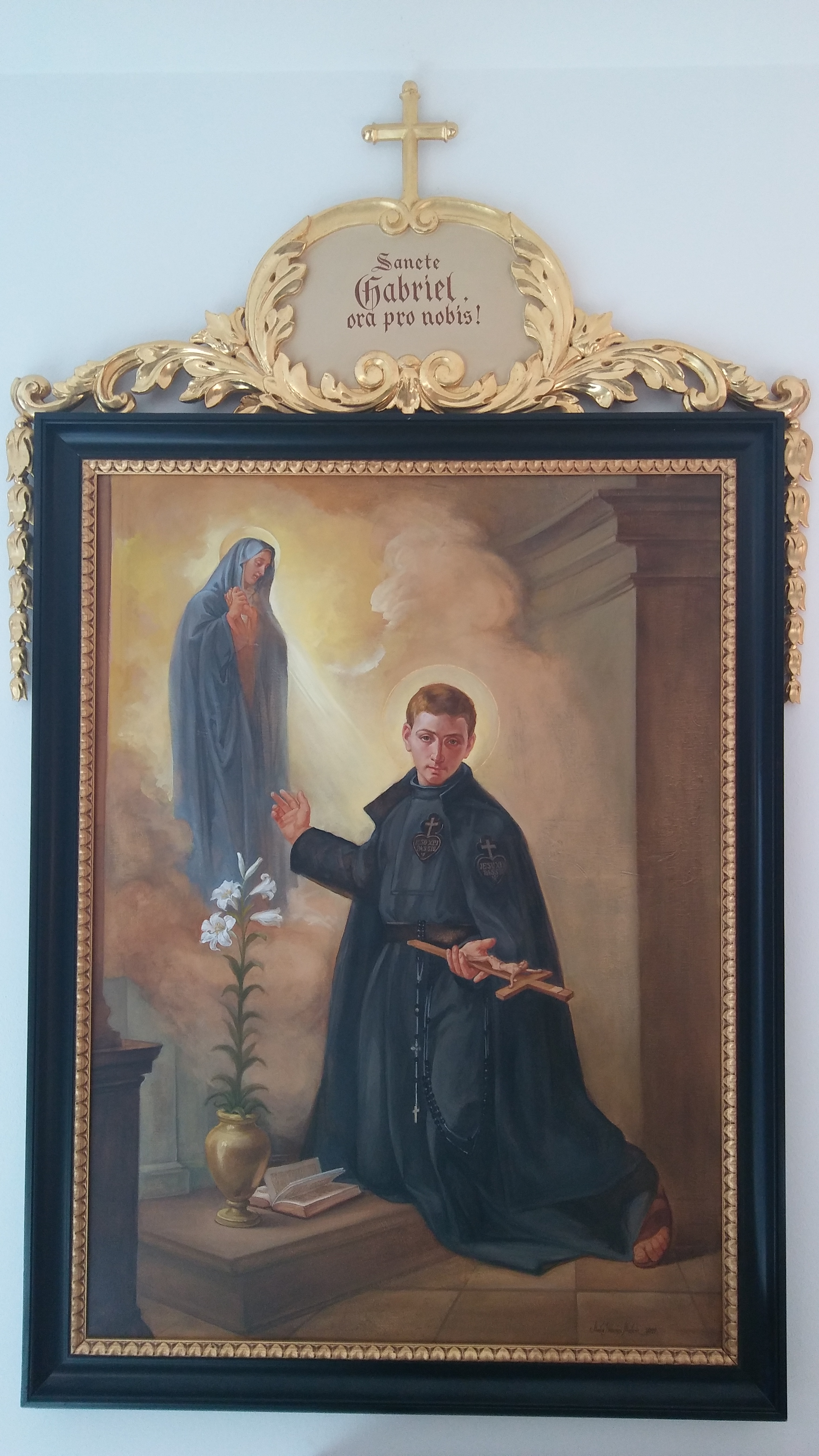
Gabriël van de Moeder van Smarten St. Gabriël (schilderij in de parochiezaal van Völs am Schlern)

Gabriël van de Moeder van Smarten of Gabriele dell'Addolorata (Assisi, 1 maart 1838 – Isola del Gran Sasso d'Italia, 27 februari 1862) is een Italiaanse heilige. Hij was als student-kloosterling bij de Passionisten bekend om zijn devotie tot de Maagd Maria.
Hij werd geboren als Francesco Possenti te Assisi. In zijn jeugd was hij, net zoals zijn begoede leeftijdgenoten, zeer gericht op de wereld en de maatschappij, ging naar theaters, zat achter de vrouwen aan, ging jagen met rijkere mensen en men gaf hem de bijnaam 'danser'. Maar nadat hij getroffen was door tuberculose en zijn oudste zuster gestorven was aan cholera, trad hij in in het klooster bij de congregatie van de paters Passionisten in Morrovalle (provincie Macerata), waar hij door Maria zelf heen werd geleid. Hij nam daar de naam aan van de aartsengel Gabriël, die Maria de Blijde Boodschap bracht en voegde er Addolorata (van Smarten) aan toe. Zijn leven werd niet gekenmerkt door grote gebeurtenissen, maar door gebed, overgave en devotie tot de Moeder Gods en de contemplatie over Haar smarten bij het lijden van Haar Zoon. Hij stierf aan tuberculose in Isola del Gran Sasso d'Italia in de regio Abruzzen. Hij werd zalig verklaard door Paus Pius X op 31 mei 1908; zijn heiligverklaring, door Paus Benedictus XV, volgde op 13 mei 1920. Zijn feestdag wordt gevierd op 27 februari.

## Gewijd aan Gabriël
- Sint-Gabriëlklooster van de Passionisten in Haastrecht
- RKSV GDA, Rooms-Katholieke Sportvereniging Gabriël Dell`Addolorata, voetbalvereniging te Loosduinen (Den Haag), opgericht 1922